# دورنیه ۳۲۸

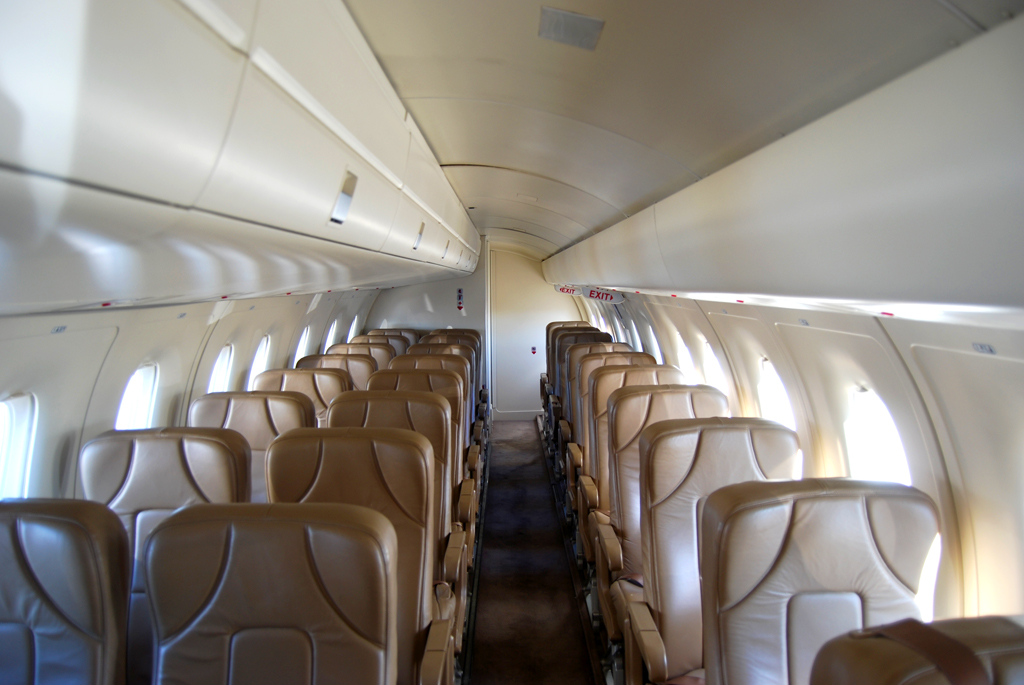
کابین داخل دورنیه ۳۲۸

دورنیه ۳۲۸ (به انگلیسی: Dornier 328) خانواده‌ای از هواپیماهای مسافربری ساخته شرکت دورنیه فلوکتسایک‌ورک و محصول دو کشور آمریکا و آلمان هستند. این هواپیما از سال ۱۹۹۸ روانه بازار شد. این هواپیماها از روی مدل غیر جت دورنیه ۳۲۸جت ساخته شدند.

## مشخصات
دورنیه ۳۲۸ دارای دو موتور توربوپراپ در زیر دو بال است.
- فاصله نوک دو بال: ۲۱ متر
- طول: ۲۱٫۲۳ متر
- ارتفاع: ۷٫۰۵ متر
- ظرفیت مسافر: ۳۰ تا ۳۳ نفر
- بیشینه سرعت: ۶۲۰ کیلومتر بر ساعت
- محدوده پرواز: ۱۸۵۲ کیلومتر
- سقف پرواز: ۹۴۹۲ متر

## مدل‌ها
- ۳۲۸جت مدل پایه اولیه برای حمل ۳۴ مسافر.
- ۳۲۸–۱۰۰ مدل اولیه هواپیما که به ۳۲۸ جت تغییر یافت.
- ۳۲۸–۱۱۰ مدل استاندارد مسافربری.
- ۳۲۸–۱۲۰ مدل بهبود یافته.
- ۳۲۸–۱۳۰

منبع:.